# مارکن
مارکن Marken
مارکن روستایی با جمعیت ۱۸۱۰ نفر در استان هلند شمالی و در نزدیکی آمستردام واقع شده و به شکل یک شبه جزیره در مارکن مر Markermeer است. این روستا در قرن ۱۹ و اوایل قرن ۲۰، به عنوان یک شهر کوچک ماهیگیری و یادگار فرهنگ سنتی و بومی هلند مورد توجه قرار گرفت.
مناظر اصلی عبارتند از:
Paard van Marken (Horse of Marken)
این فانوس دریایی در انتهای شرقی شبه جزیره قرار دارد و یکی از بهترین‌ها در کشور هلند است این ساختار ۱۶ متر ارتفاع دارد و یک بنای یادبود ملی است.
Marker Museum
در این موزه کوچک شما می‌توانید یک خانه سنتی مارکن قدیم با شکل ارجینال، لباس‌های سنتی و اطلاعات تاریخ شبه جزیره را ببینید.
Kijkhuisje Sijtje Boes
در اوایل سال ۱۹۰۰ خانمی به نام Sijtje Boes اولین فروشگاه سوغات در مارکن را افتتاح کرد. امروزه این مکان به یک موزه کوچک تبدیل شده که بازدید از آن برای عموم آزاد است.
Grote Kerk
این کلیسای پروتستان، در سال ۱۹۰۴ ساخته شده و معروفیت آن به دلیل کشتی‌های مدلی است که بر دیوار آن آویزان شده.